# Zwerg-Fleckenskunk
Der Zwerg-Fleckenskunk (Spilogale pygmaea) ist eine Art in der Familie der Skunks und kommt endemisch in Mexiko an der Pazifikküste von Nayarit und Chiapas vor.

## Merkmale
Dieser Skunk erreicht eine Kopf-Rumpf-Länge von 12 bis 35 cm, wozu noch ein 7 bis 12 cm langer Schwanz kommt. Die Grundfarbe des Pelzes ist schwarz. Am Kopf finden sich weiße Musterungen und der Körper weist zwei bis sechs weiße Streifen auf, die ringförmig angeordnet sind. Auch der Schwanz tendiert zu weißen Haaren. Am Anus befinden sich die für Skunks typischen Stinkdrüsen.

## Verbreitung

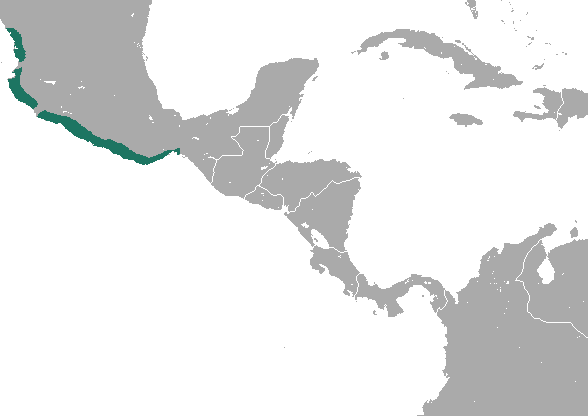
Verbreitungsgebiet des Zwerg-Fleckenskunks

Der Zwerg-Fleckenskunk hat ein lang gestrecktes Verbreitungsgebiet an der mexikanischen Pazifikküste, das sich zwischen den Bundesstaaten Nayarit und Chiapas erstreckt. Als Habitat werden meist felsige Gebiete mit wenigen Bäumen und Sträuchern gewählt. Selten sieht man die Art in dichten Wäldern und Feuchtgebieten.

## Lebensweise
Dieser Skunk ist Allesfresser ernährt sich jedoch stärker als andere Skunks von Fleisch. Typische Beutetiere sind Insekten sowie kleinere Säuger, Vögel und Reptilien. Weiterhin werden Früchte und Beeren gefressen.
Mehrere Exemplare der Zwerg-Fleckenskunks verbringen den Winter gemeinsam in Erdbauen, sie halten jedoch keinen Winterschlaf.
Die Paarung erfolgt für gewöhnlich zwischen September und Oktober. Durch eine verzögerte Einnistung beginnt die eigentliche Trächtigkeit erst im Frühjahr. Weibchen sind etwa einen Monat trächtig und danach werden meist 3 bis 6 Junge geboren (selten bis zu 9). Die Jungtiere sind erst blind und öffnen die Augen nach einem Monat. Sie werden zirka zwei Monate gesäugt. Im Herbst sind die Jungtiere ausgewachsen, sie verbringen den nächsten Winter noch bei ihrer Mutter.

## Systematik
Der Zwerg-Fleckenskunk wird als eigenständige Art innerhalb der Gattung der Fleckenskunks (Spilogale) eingeordnet, die aus sieben Arten besteht. Die wissenschaftliche Erstbeschreibung stammt von Oldfield Thomas aus dem Jahr 1898 anhand eines Individuums aus Rosario in mexikanischen Bundesstaat Sinaloa. Vereinzelt wurde die Art als Teil des Östlichen Fleckenskunk (Spilogale putorius) betrachtet. Innerhalb der Art werden heute keine Unterarten mehr unterschieden.
Die Fleckenskunks stellen in ihrer Gesamtheit die Schwestergruppe der ebenfalls in Nord- und Mittelamerika verbreiteten Streifenskunks (Mephitis) dar. Die mehr auf Südamerika konzentrierten Weißrüsselskunks (Conepatus) werden diesen gegenübergestellt. Der Zwerg-Fleckenskunk wurde als basale Schwesterart aller anderen Fleckenskunkarten identifiziert. Er trennte sich von diesen schon vor etwa 5 Millionen Jahren.

## Gefährdung und Schutz
Die Art gilt als nützlich, da sie Schadtiere wie Insekten und Nager vertilgt. Manchmal wird sie wegen des Pelzes in Fallen gefangen. Die Hauptbedrohung für den Zwerg-Fleckskunk ist die Zerstörung des Habitats.
Der Zwerg-Fleckenskunk wird von der International Union for Conservation of Nature and Natural Resources (IUCN) aufgrund des starken Rückgangs der Bestände als einzige Art der Gattung als gefährdet („vulnerable“) eingestuft. Es wird angenommen, dass die Populationen innerhalb der letzten drei Generation bzw. der letzten 15 Jahre um mehr als 30 % zurückgingen. Die Rückgänge gehen dabei vor allem auf den Verlust der Lebensräume für die Art zurück, die sich in Gebieten starker menschlicher Bevölkerungsentwicklung und Umwandlungen für den Tourismus befinden. Trotz der Anpassungsfähigkeit der Art stellen vor allem Haustiere wie Hunde und Katzen eine zunehmende Bedrohung im Bereich menschlicher Siedlungen dar.

## Belege
1. 1 2 3 4  Molly M. McDonough, Adam W. Ferguson, Robert C. Dowler, Matthew E. Gompper, Jesús E. Maldonado: Phylogenomic systematics of the spotted skunks (Carnivora, Mephitidae, Spilogale): Additional species diversity and Pleistocene climate change as a major driver of diversification. Molecular Phylogenetics and Evolution, Juli 2021, 107266, doi: 10.1016/j.ympev.2021.107266
2. 1 2  Don E. Wilson & DeeAnn M. Reeder (Hrsg.): Spilogale pygmaea (Memento vom 5. März 2016 im Internet Archive) in Mammal Species of the World. A Taxonomic and Geographic Reference (3rd ed).
3. 1 2  Spilogale pygmaea in der Roten Liste gefährdeter Arten der IUCN 2013.1. Eingestellt von: A.D. Cuarón, H. Helgen, 2008. Abgerufen am 8. August 2010.